# Socket sTRX4
Socket sTRX4 – gniazdo procesorów typu LGA firmy АМD, następca Socketu TR4. Zostało zaprojektowane dla 3. generacji procesorów Ryzen Threadripper.
Posiada 4094 piny, tak jak jego poprzednik – gniazdo TR4, ale nie jest z nim kompatybilne.

## Cechy
Cała platforma oparta na gnieździe sTRX4 posiada m.in. następujące cechy:
- Wsparcie dla 3. generacji procesorów Ryzen Threadripper
- Obsługa PCI Express 4.0
- Obsługa do 8 modułów pamięci DDR4 w konfiguracji quad channel[2].

## Chipsety
Socket sTRX4 jest obecnie podstawą dla wyłącznie jednego modelu chipsetu – TRX40.
Poniżej znajduje się tabela przedstawiająca jego specyfikację.
| Model | Linie PCIe             | Linie PCIe                | CrossFire | SLI | USB: 3.2 Gen 2 + 3.2 Gen 1 + 2.0 | Złącza SATA | RAID     | AMD StoreMI | Precision Boost Overdrive | Przetaktowywanie procesora | Segment rynku           |
| Model | Ogólnego przeznaczenia | Do łączności z procesorem | CrossFire | SLI | USB: 3.2 Gen 2 + 3.2 Gen 1 + 2.0 | Złącza SATA | RAID     | AMD StoreMI | Precision Boost Overdrive | Przetaktowywanie procesora | Segment rynku           |
| ----- | ---------------------- | ------------------------- | --------- | --- | -------------------------------- | ----------- | -------- | ----------- | ------------------------- | -------------------------- | ----------------------- |
| TRX40 | PCIe 4.0 ×16           | PCIe 4.0 ×8               | Tak       | Tak | 8 + 0 + 4                        | 12          | 0, 1, 10 | Tak         | Tak                       | Tak                        | High-end desktop (HEDT) |